# 波洛戈耶宰米谢村委员会
波洛戈耶宰米谢村委员会（俄语：Пологозаймищенский сельсовет）是俄罗斯联邦阿斯特拉罕州阿赫图宾斯克区所属的一个村委员会。其下辖有6个居民点，行政中心为波洛戈耶宰米谢。据2015年统计，该村委员会的人口为1188人。